# Juncus longirostris
Juncus longirostris là một loài thực vật có hoa trong họ Juncaceae. Loài này được Kuvaev mô tả khoa học đầu tiên năm 1972.